# Trường đua Imola
Trường đua Imola, tên chính thức là Trường đua quốc tế Enzo e Dino Ferrari (tiếng Italia Autodromo Internazionale Enzo e Dino Ferrari), là một trường đua xe chuyên dụng nằm ở thị trấn Imola, vùng Emilia Romagna, Italia. Trường đua hiện đang đăng cai chặng đua GP Emilia Romagna của giải đua Công thức 1. Tên chính thức của trường đua để tôn vinh hai cha con đã sáng lập hãng xe Ferrari là Enzo Ferrari (cha) và Dino Ferrari (con).

## Lịch sử
Trường đua được khánh thành vào năm 1953. Cuối năm 1970, trường đua được đổi tên thành Trường đua Dino Ferrari để tưởng nhớ đến Dino Ferrari, con trai cả của Enzo Ferrari-nhà sáng lập hãng xe Ferrari. Giống như người cha nổi tiếng của mình, Dino cũng cực kỳ yêu thích công việc chế tạo xe ô tô. Không may Dino qua đời năm 1956 ở tuổi 24 vì căn bệnh Bệnh loạn dưỡng cơ Duchenne. Đến năm 1988, sau khi  Enzo qua đời ở tuổi 90, tên của ông được ghép với tên của người con trai, hợp thành tên gọi chính chức của trường đua hiện nay là Trường đua Internazionale Enzo e Dino Ferrari (trong tiếng Italia, chữ "e" có nghĩa là "và").
Từ năm 1969 đến 1979 trường đua luân phiên tổ chức chặng đua MotoGP Italia với các trường đua Mugello và Monza.
Năm 1980, trường đua lần đầu tiên đăng cai chặng đua công thức 1. Đó là chặng đua GP Italia 1980. Đó cũng là lần duy nhất trong lịch sử mà chặng đua GP Italia không được tổ chức ở trường đua Monza.
Từ năm 1981 đến năm 2006, trường đua đăng cai một chặng đua công thức 1 khác mang tên GP San Marino. Ở chặng đua GP San Marino 1994 xảy ra hai bi kịch lớn, trong hai ngày liên tiếp, lần lượt tay đua người Áo Roland Ratzenberger và huyền thoại Ayrton Senna đã tử nạn.
Từ năm 1996-1999, trường đua cũng đăng cai chặng đua MotoGP mang tên City of Imola.
Năm 2020, do tác động của đại dịch COVID-19, trường đua Imola được bổ sung vào lịch thi đấu F1, tổ chức chặng đua GP Emilia Romagna 2020, đây là chặng đua chỉ diễn ra trong 2 ngày thứ Bảy và Chủ Nhật, người chiến thắng là Lewis Hamilton.

## Các kỷ lục vòng chạy
Dưới đây là những kỷ lục vòng chạy của các giải đua được tổ chức ở trường đua Imola. Trường đua hiện đang sử dụng 2 kiểu đường để tổ chức đua ô tô và mô tô.
| Giải đua                                  | Thời gian                                 | Tay đua                                   | Xe                                        | Sự kiện                                       | Kiểu đường                                |
| Kiểu đường Grand Prix 4.909 km (2008-nay) | Kiểu đường Grand Prix 4.909 km (2008-nay) | Kiểu đường Grand Prix 4.909 km (2008-nay) | Kiểu đường Grand Prix 4.909 km (2008-nay) | Kiểu đường Grand Prix 4.909 km (2008-nay)     | Kiểu đường Grand Prix 4.909 km (2008-nay) |
| ----------------------------------------- | ----------------------------------------- | ----------------------------------------- | ----------------------------------------- | --------------------------------------------- | ----------------------------------------- |
| F1                                        | 1:15.484                                  | Lewis Hamilton                            | Mercedes-AMG F1 W11 EQ Performance        | 2020 Emilia Romagna Grand Prix                |                                           |
| GP2 Asia                                  | 1:28.097                                  | Romain Grosjean                           | Dallara GP2/11                            | 2011 Imola GP2 Asia Series round              |                                           |
| LMP1                                      | 1:33.112                                  | Sebastien Bourdais                        | Peugeot 908                               | 2011 6 Hours of Imola                         |                                           |
| LMP2                                      | 1:34.799                                  | Nicolas Lapierre                          | Oreca 05                                  | 2016 4 Hours of Imola                         |                                           |
| Euroformula Open                          | 1:35.273                                  | Jak Crawford                              | Dallara 320                               | 2021 Imola Euroformula Open round             |                                           |
| Formula 3                                 | 1:35.876                                  | Lance Stroll                              | Dallara F316                              | 2016 Imola Formula 3 round                    |                                           |
| FTwo (2009-2012)                          | 1:38.576                                  | Robert Wickens                            | Williams JPH1                             | 2009 Imola Formula Two round                  |                                           |
| FREC                                      | 1:38.769                                  | Hadrien David                             | Tatuus F.3 T-318                          | 2021 Imola FREC round                         |                                           |
| LMP3                                      | 1:40.019                                  | Dino Lunardi                              | Ligier JS P3                              | 2016 4 Hours of Imola                         |                                           |
| Formula Renault 2.0                       | 1:40.686                                  | Franco Colapinto                          | Tatuus FR-19                              | 2020 2nd Imola Formula Renault Eurocup round  |                                           |
| GT3                                       | 1:40.938                                  | Loris Spinelli                            | Mercedes-AMG GT3 Evo                      | 2021 Imola International GT Open round        |                                           |
| LM GTE                                    | 1:41.024                                  | Matthew Griffin                           | Ferrari 458 Italia GT2                    | 2014 4 Hours of Imola                         |                                           |
| Ferrari Challenge                         | 1:43.997                                  | Daniele di Amato                          | Ferrari 488 Challenge                     | 2017 Imola Ferrari Challenge round            |                                           |
| Formula 4                                 | 1:44.349                                  | Dino Beganovic                            | Tatuus F4-T014                            | 2020 2nd Imola Italian F4 round               |                                           |
| LMPC                                      | 1:44.443                                  | Kyle Marcelli                             | Oreca FLM09                               | 2011 6 Hours of Imola                         |                                           |
| GT4                                       | 1:51.628                                  | Gabriele Piana                            | BMW M4 GT4                                | 2020 Imola GT4 European Series round          |                                           |
| TCR Touring Car                           | 1:51.647                                  | Mikel Azcona                              | CUPRA Leon Competición TCR                | 2021 1st Imola TCR Italy round                |                                           |
| WTCC                                      | 1:55.388                                  | James Thompson                            | Honda Accord Euro R                       | 2008 FIA WTCC Race of Europe                  |                                           |
| Kiểu đường Motorcycle 4.936 km (2009-nay) |                                           |                                           |                                           |                                               |                                           |
| World SBK                                 | 1:45.727                                  | Chaz Davies                               | Ducati Panigale V4 R                      | 2019 Imola World SBK round                    |                                           |
| World SSP                                 | 1:51.101                                  | Jules Cluzel                              | MV Agusta F3 675                          | 2015 Imola World SSP round                    |                                           |
| Supersport 300                            | 2:08.200                                  | María Herrera                             | Yamaha YZF-R3                             | 2018 Imola Supersport 300 round               |                                           |
| Kiểu đường 4.959 km (1995-2006)           |                                           |                                           |                                           |                                               |                                           |
| F1                                        | 1:20.411                                  | Michael Schumacher                        | Ferrari F2004                             | 2004 San Marino Grand Prix                    |                                           |
| GP2                                       | 1:33.871                                  | Nicolas Lapierre                          | Dallara GP2/05                            | 2005 Imola GP2 Series round                   |                                           |
| F3000                                     | 1:38.936                                  | Giorgio Pantano                           | Lola B02/50                               | 2002 Imola F3000 round                        |                                           |
| GT1                                       | 1:47.399                                  | Uwe Alzen                                 | Saleen S7-R                               | 2004 FIA GT Imola 500km                       |                                           |
| 500cc                                     | 1:49.339                                  | Alex Barros                               | Honda NSR500                              | 1999 City of Imola motorcycle Grand Prix      |                                           |
| World SBK                                 | 1:50.266                                  | Alex Barros                               | Honda CBR1000RR                           | 2006 Imola World SBK round                    |                                           |
| Formula Renault 2.0                       | 1:50.679                                  | Pascal Kochem                             | Tatuus FR2000                             | 2004 Imola Formula Renault 2000 Eurocup round |                                           |
| 250cc                                     | 1:51.872                                  | Tetsuya Harada                            | Aprilia RSV 250                           | 1997 City of Imola motorcycle Grand Prix      |                                           |
| N-GT                                      | 1:52.425                                  | Lucas Luhr                                | Porsche 911 (996) GT3-RSR                 | 2004 FIA GT Imola 500km                       |                                           |
| World SSP                                 | 1:52.646                                  | Michel Fabrizio                           | Honda CBR600RR                            | 2005 Imola World SSP round                    |                                           |
| 125cc                                     | 1:58.490                                  | Valentino Rossi                           | Aprilia RS125R                            | 1997 City of Imola motorcycle Grand Prix      |                                           |
| WTCC                                      | 2:00.208                                  | Fabrizio Giovanardi                       | Alfa Romeo 156                            | 2005 FIA WTCC Race of San Marino              |                                           |
| Kiểu đường 4.909 km (1981-1994)           |                                           |                                           |                                           |                                               |                                           |
| F1                                        | 1:24.335                                  | Damon Hill                                | Williams FW16                             | 1994 San Marino Grand Prix                    |                                           |
| Group C                                   | 1:37.550                                  | Alessandro Nannini                        | Lancia LC2/83                             | 1983 Imola 1000km                             |                                           |
| F3000                                     | 1:38.290                                  | Gabriele Tarquini                         | March 87B                                 | 1987 Imola F3000 round                        |                                           |